# Diogo Manuel de Noronha
Diogo Manuel de Noronha, 6. Marquês de Tancos, 12. Conde da Atalaia (* 23. Januar 1859; † 15. Dezember 1929) war ein portugiesischer Adeliger, der 1907 den Titel als 6. Marquês de Tancos erbte.

## Leben
Diogo Manuel de Noronha, Sohn von Duarte Manuel de Noronha, 5. Marquês de Tancos, 11. Conde da Atalaia, und dessen Ehefrau Maria Bernardina de Mendonça Corte Real Sousa Tavares, war Ingenieur und erbte nach dem Tode seines Vaters am 15. Mai 1906 den am 22. Oktober 1751 geschaffenen Titel als 6. Marquês de Tancos sowie den am 17. Juli 1583 geschaffenen Titel als 12. Conde da Atalaia. Beide Titel wurden ihm durch Dekret vom 12. Juni 1907 offiziell verliehen. 1908 wurde er Par do Reino und dadurch Mitglied der Câmara dos Digníssimos Pares do Reino, des Oberhauses des Parlaments (Cortes), der er bis zum Ende der Monarchie nach der Abdankung von König Manuel II. am 5. Oktober 1910 angehörte.

## Weblink
- Diogo Manuel de Noronha in Dictiónario histórico

| Personendaten    | Personendaten                                                                             |
| ---------------- | ----------------------------------------------------------------------------------------- |
| NAME             | Noronha, Diogo Manuel de                                                                  |
| ALTERNATIVNAMEN  | Noronha, Diogo Manuel de, 6. Marquês de Tancos, 12. Conde da Atalaia (vollständiger Name) |
| KURZBESCHREIBUNG | portugiesischer Adliger                                                                   |
| GEBURTSDATUM     | 23. Januar 1859                                                                           |
| STERBEDATUM      | 15. Dezember 1929                                                                         |